# Sainte-Rose-de-Watford
| Sainte-Rose-de-Watford          |                        |
| Village Ste-Rose-de-Watford.jpg |                        |
| Coordenadas: 46°19' N 70°25'W   |                        |
| Província                       | Quebec                 |
| Região administrativa           | Chaudière-Appalaches   |
| Incorporado em                  | 17 de novembro de 1897 |
| Prefeito                        | Hector Provençal       |
| Código postal                   | G0R 4G0                |
|                                 |                        |
| Área                            |                        |
| - Cidade                        | 112,72 km², 43,5 mi²   |
| Fuso horário                    | UTC -5                 |
| População (2006)                |                        |
| - Cidade                        | 744                    |
| - Densidade                     | 7 hab/km², 17 hab/mi²  |

Sainte-Rose-de-Watford é um município canadense do conselho municipal regional de Les Etchemins, Quebec, localizado na região administrativa de Chaudière-Appalaches. Em sua área de pouco mais de 112,72 km², habitam cerca de setecentas pessoas. Tem seu nome em homenagem à Rosa de Lima primeira santa católica das Américas, e a cidade de Watford em Hertfordshire, Inglaterra.